# アルファロメオ・ジュニア
ジュニア（Junior）は、イタリアのアルファロメオが製造・販売しているスポーツ・ユーティリティ・ビークル (SUV) 型の乗用車（Bセグメント）である。

## 概要
2024年4月10日、「ミラノ」として発表（車名変更については後述）。アルファロメオとしてはステルヴィオ、トナーレに続く3車種目のSUVで、ブランド初のフル電気自動車（BEV）も用意される。また、同社最小のモデルであったジュリエッタおよびミトの後継としての役割も担う。
プラットフォームはプジョー・e-2008、フィアット・600e、ジープ・アベンジャーなどと共通の、ステランティスグループの電動車用プラットフォーム「e-CMP｣を採用する。
ラインナップはBEV仕様の「エレットリカ」 (ELETTRICA) と、プラグインハイブリッド仕様の「イブリダ」 (IBRIDA) の2種類。「エレットリカ」は容量54 kWhのリチウムイオンバッテリーを搭載し、モーター出力は156 PS、一充電走行距離はWLTPモードで410 km、市街地サイクルでは590 kmである。BEVの高性能版「ヴェローチェ」 (VELOCE) は240 PSを発生し、トルセンLSD、専用の高剛性アンチロールバー、スポーツサスペンションおよびブレーキシステム、20インチホイールなどが装備される。
「イブリダ」は、可変ジオメトリーターボ（VGT）付きの1.2 L 直列3気筒エンジンと、48 Vバッテリーおよび21 kWモーターから構成されるマイルドハイブリッド仕様で、システム出力は136 PSを発生。トランスミッションは6速DCTで、前輪駆動と四輪駆動（Q4）が設定される。

### 車名の変更
本車は発表当初、アルファロメオの創業地であるミラノ市に因んで「ミラノ」と命名されていたが、イタリア政府が同名称の使用を認めず、発表からわずか5日後の2024年4月15日に「ジュニア」に変更された。
「ジュニア」は1960年代のスポーツカー「GT1300ジュニア」に由来し、「ミラノ」と同様にブランドの歴史に深く根ざしているネーミングであることから命名された。
イタリアでは、国外で製造された製品に対してイタリアを連想させる名称の使用を禁止する法律が2003年に制定されている。これは、消費者にイタリア製と間違われやすい商品の流通を抑止するとともに、それを世界各国に働きかけることが目的である。企業・メイドインイタリー大臣のアドルフォ・ウルソはこの法律を根拠として、ポーランドで生産される本車がイタリアの地名を名乗ることは法律違反にあたると指摘した。

## 日本での発売
日本では、2025年6月24日に発表と同時に発売された。日本においてはマイルドハイブリッド2グレード（Ibrida CoreとIbrida Premium）と電気自動車1グレード（Elettrica Premium）が発売される。これとは別に、発売記念としてマイルドハイブリッドに特別限定車「JUNIOR lbrida Speciale」が設定され、フロントのスクデット（盾グリル）をBEVモデル同様にプログレッソ・デザインに変更、サンルーフ、マットブラック＆レッドインサートボディキット、レザー&アルカンターラステアリングホイール、サベルト製スポーツシートを特別装備として追加した。限定は200台。